# 騷狐狸
《騷狐狸》（英語：Foxy Brown）是一部1974年的美国黑人剝削電影，由杰克·希尔编剧和导演。该片由潘·葛瑞兒（Pam Grier）饰演标题人物，她在影片中与恶棍搏斗时展示了无情的性感。该片由美国国际电影公司与《黑超警探》（Truck Turner）作为双片发行。该片在服装和发型上参考了非洲中心主义。格里尔为美国国际影业公司主演了六部黑人剝削電影。
该片虽然没有因淫秽而被起诉，但在英国的录像带恐慌中，根据1959年《淫秽出版物法》第3条，该片被查封和没收。